# 大分臨海工業地帯

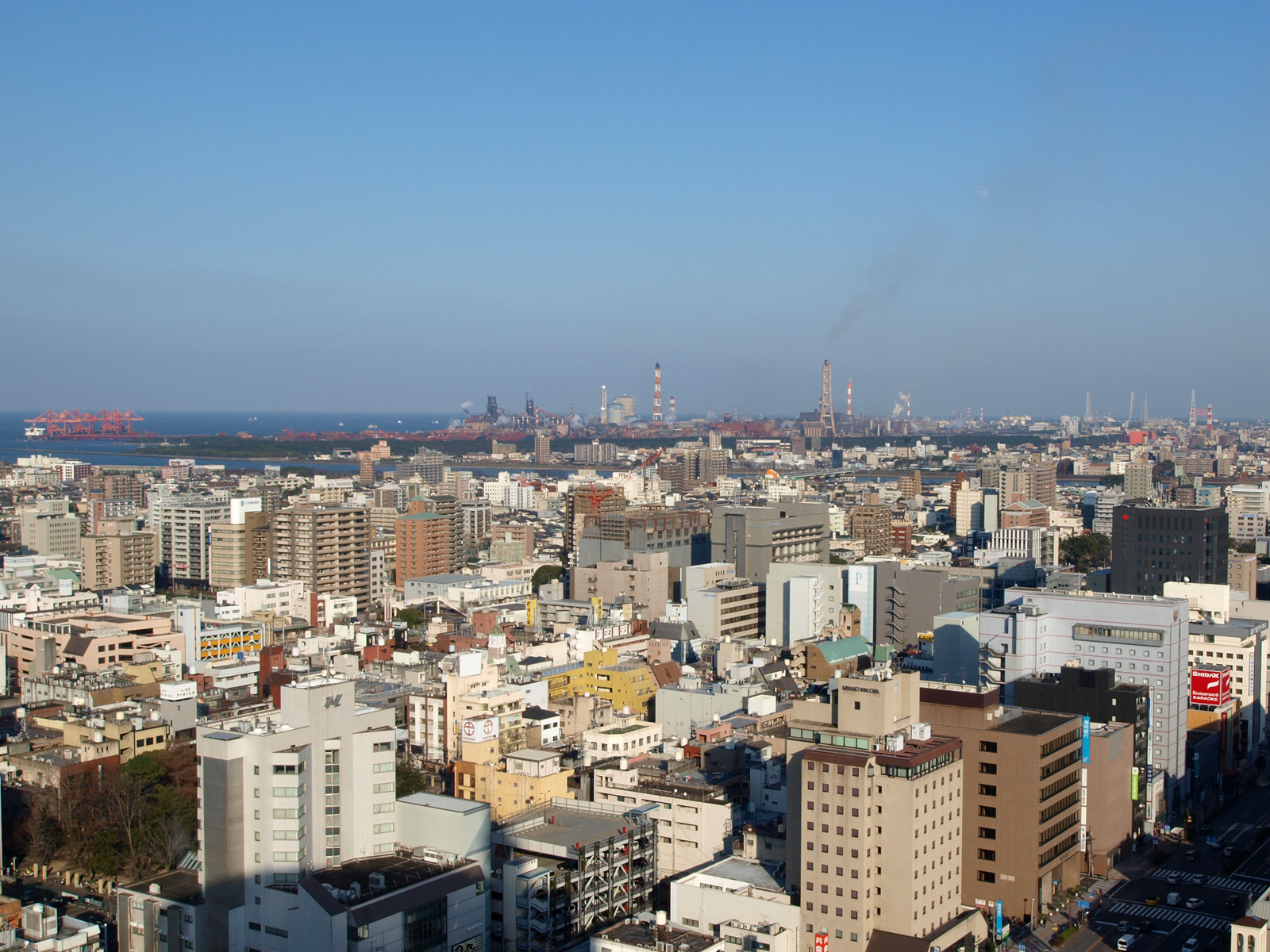
大分市街地から見た大分臨海工業地帯

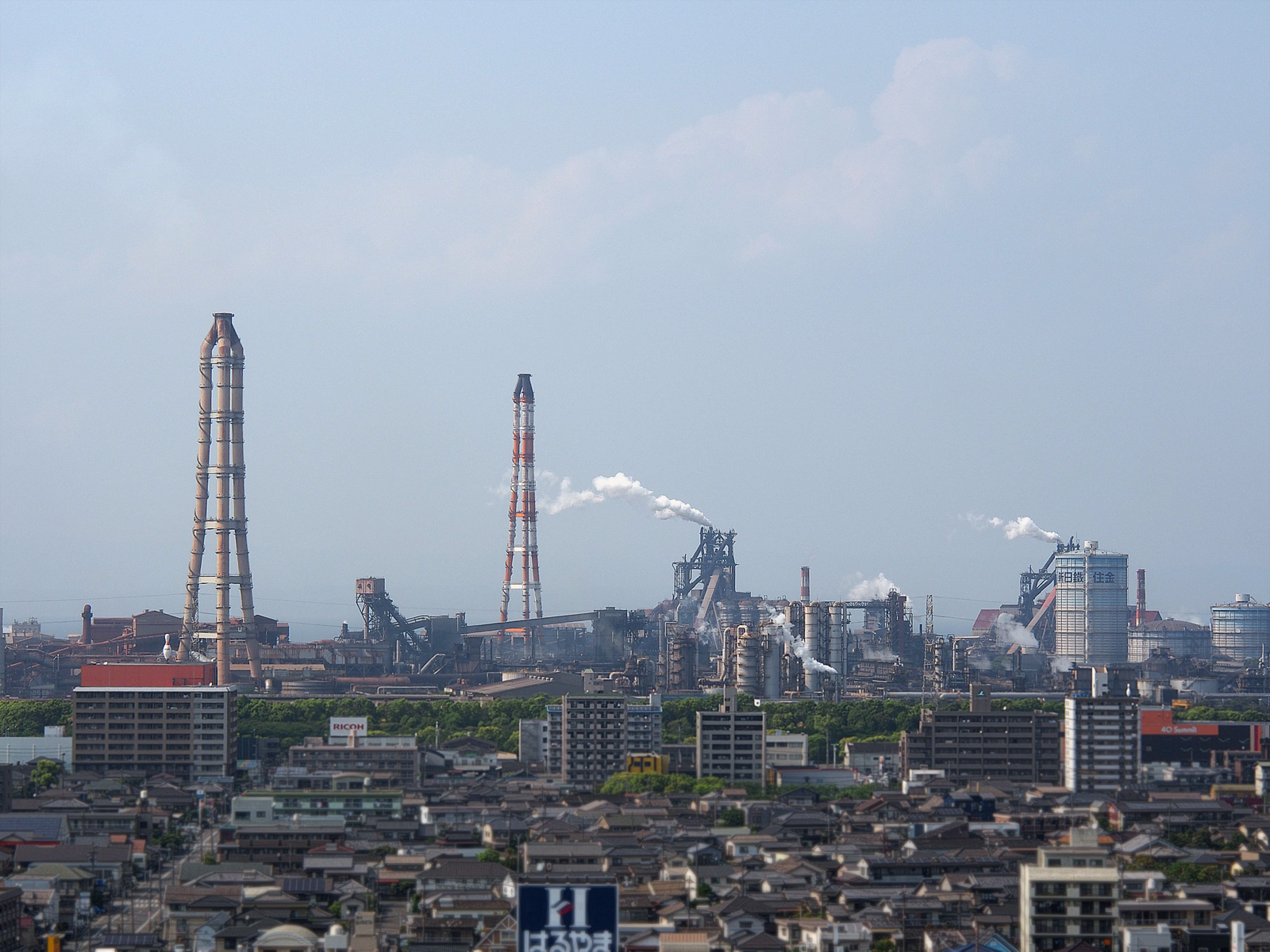
日本製鉄大分製鉄所

大分臨海工業地帯（おおいたりんかいこうぎょうちたい）は、大分県大分市にある工業地帯。製鉄業と石油化学工業を中心とし、日本国内有数の製鉄所と石油化学コンビナートの両者を備える複合的な工業地帯である。また九州では北九州工業地帯と共に、太平洋ベルトに属している。

## 沿革

### 第1期計画
1959年（昭和34年）に、大分川左岸から大野川左岸に至る海岸線に埋め立て地（1から5号地）を造成する第1期計画に着工。これらの埋立地には、九州石油（現・ENEOS、1964年操業）、九州電力（1969年営業運転開始）、昭和電工（1969年操業）、新日本製鐵（1972年第1高炉火入れ）等の企業の進出が進んだ。1963年（昭和38年）3月10日の旧大分市・鶴崎市等の合併による新大分市の誕生等によって要件を満たし、1964年（昭和39年）1月に新産業都市の指定を受けたこの地域は新産都の優等生と呼ばれた。昭和電工の石油化学コンビナートや、新日本製鐵の製鉄所は、それぞれの企業の中核施設であり、日本有数の大規模な施設でもある。また、昭和電工の石油化学コンビナートは高杉良の小説で後にドラマ化もされた『生命燃ゆ』のモデルとなったことでも知られる。
かつて3、4号地の後背地には旧大分空港があったが、新日本製鐵の高炉建設の障害となるため、1971年（昭和46年）に国東半島へ移転した。
なお、本工業地帯は、計画当初は大分・鶴崎臨海工業地帯と呼ばれていたが、大分市と鶴崎市等との合併にともない大分臨海工業地帯と呼ばれるようになった。

### 第2期計画
1973年（昭和48年）には、大野川右岸に埋め立て地（6から8号地）を造成する第2期計画がスタートした。しかし、石油ショックの影響や、環境問題への関心の高まりを受けた住民の反対などにより、埋め立て工事は進まず、8号地については1977年（昭和52年）に計画の取消を求める訴訟も起きた。この裁判では行政側が勝訴したものの、経済情勢の変化等のため、8号地の造成は中止された。
埋め立て地の造成と同様に企業の進出も進まなかったが、1981年（昭和56年）には7号地で三井造船大分事業所が操業開始。6号地では、1990年（平成2年）には大分エル・エヌ・ジーのLNG基地が完成し、1991年（平成3年）には九州電力新大分発電所が運転開始した。一方で、日産自動車は6号地の土地を取得したものの、業績の低迷等の原因で進出を断念した。

### 現況
近年では、大分市においてもキヤノンや東芝といった電子・精密機器メーカーの内陸部への進出が目立つが、その一方で、中国等における鉄鋼需要の増加を背景に、大分製鐵所の生産設備の増強が行われ、2004年に改修を終えた第2高炉が世界最大となるなど、大分臨海工業地帯は日本国内における重工業の重要拠点としての地位を保っている。
6号地、7号地の遊休地については、2012年夏以降、メガソーラーを建設を建設する動きが広がっている。これらを合計すると2014年3月には総出力が12万5,500kWとなり、大分臨海工業地帯には国内で最大級のメガソーラーが集積することとなる。中でも、2014年3月12日に運転を開始した大分ソーラーパワーは、日本の太陽光発電所で最大の出力を持つ。
また、大分臨海工業地帯の隣接地域にある三井造船大分事業所細遊休地では、今井製作所の関連会社により、11,000kWのメガソーラーが建設され、2015年8月に運転を開始した。
| 名称                                 | 事業者                       | 総出力   | 所在地                                            | 面積    | 運転開始時期  | 出典              |
| ------------------------------------ | ---------------------------- | -------- | ------------------------------------------------- | ------- | ------------- | ----------------- |
| 大分ソーラーパワー                   | 丸紅（大分ソーラーパワー）   | 82,020kW | 6号地：丸紅エネックス、昭和電工、日本触媒の所有地 | 105ha   | 2014年3月12日 | [ 3 ] [ 5 ] [ 1 ] |
| 日産グリーンエナジーファームイン大分 | 日揮（日揮みらいソーラー）   | 26,500kW | 6号地：日産自動車の所有地                         | 35ha    | 2013年5月1日  | [ 6 ] [ 1 ]       |
| 三井造船・三井不動産大分太陽光発電所 | 三井造船・三井不動産         | 17,000kW | 7号地：三井造船大分事業所内の未利用地             | 18.18ha | 2013年12月1日 | [ 2 ] [ 7 ]       |
| 大分日吉原太陽光発電所               | 九電工・伊藤忠商事・三井造船 | 44,800kW | 7号地：三井造船大分事業所内                       | 約46ha  | 2016年3月     | [ 8 ] [ 9 ]       |
| 今井メガソーラー大分細発電所         | 今井製作所関連会社           | 11,000kW | 7号地：三井造船大分事業所細遊休地                 | 14.5ha  | 2015年8月     | [ 4 ]             |

## 主要企業・施設

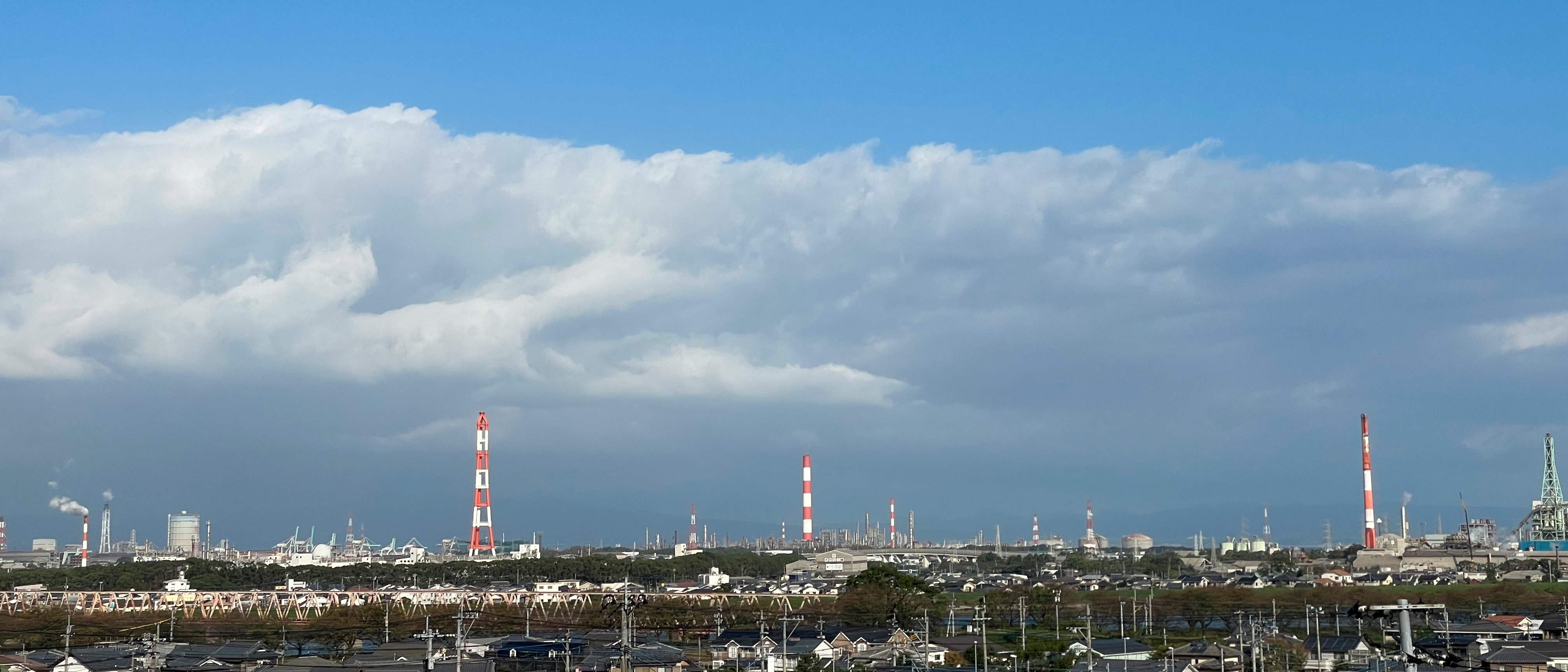
大分臨海工業地帯の工場群

大野川を基準に、左岸から西に向かって順に1-5号地、右岸から東に向かって6-7号地が造成されている。以下では、西（大分市街地側）から東（佐賀関側）に向かって、主要企業・施設を説明する。
- 5号地
  - 中小企業団地
  - 大分市公設地方卸売市場
- 大分川
- 3-4号地
  - 日本製鉄大分製鉄所（旧・新日鐵大分製鐵所→新日鐵住金大分製鐵所） - 第2高炉（5,775m³）は世界最大
  - 大分共同火力大分共同発電所、黒崎播磨大分マッド工場
- 2号地
  - 昭和電工大分事業所 - 石油化学コンビナート
  - 住友化学大分工場、新日鉄住金化学大分製造所、日油大分工場、サンアロマー大分工場、日本ポリエチレン大分工場
- 1号地
  - ENEOS大分製油所（旧・九州石油大分製油所→新日本石油精製大分製油所） - 九州唯一の製油所
  - 九州電力大分発電所 - 2013年3月廃止
- 大野川
- 6号地
  - 大分エル・エヌ・ジー
  - 九州電力新大分発電所 - 九州電力で最大の火力発電所（出力229.5万kW）
  - 南日本造船本社・大在工場
  - 大分ソーラーパワー
  - 日産グリーンエナジーファームイン大分
  - JA全農｢大分青果センター｣
  - 富士紡ホールディングス:フジボウ愛媛(精密加工用研磨材工場)
- 大在公共ふ頭（大分港大在地区）
- 7号地
  - 三井E&Sホールディングス:三井E&Sマシナリー大分工場 - コンテナ用クレーン等荷役機器、建設用金属製品等
  - 三井造船・三井不動産大分太陽光発電所
  - 大分日吉原太陽光発電所(日吉原CC跡地利用)
  - 日吉原カントリークラブ - 2014年6月閉鎖